# رایزدورف
رایزدورف (به لوکزامبورگی: Reisduerf) یک شهرداری در استان دیکریش کشور لوکزامبورگ است که ۱۴٫۸۴ کیلومترمربع مساحت دارد و جمعیت آن در سال ۲۰۱۱ میلادی ۱۰۵۸ نفر بوده‌است.

## بخش‌ها
این شهرداری ۴ بخش یا زیرمجموعه دارد که عبارتند از:
- بیگلباخ (Bigelbach)
- هوئزدورف (Hoesdorf)
- رازدورف (Reisdorf) مرکز
- والندورف-پون (Wallendorf-Pont)

## تاریخچه جمعیت
تاریخچه رشد جمعیت این شهرداری در جدول زیر آمده‌است  :
| سال  | جمعیت |
| ---- | ----- |
| ۱۸۲۱ | ۵۱۵   |
| ۱۸۵۱ | ۶۴۱   |
| ۱۸۸۰ | ۷۱۴   |
| ۱۹۱۰ | ۶۱۸   |
| ۱۹۳۵ | ۵۹۸   |
| ۱۹۴۷ | ۵۱۰   |
| ۱۹۶۰ | ۵۱۶   |
| ۱۹۷۰ | ۵۰۲   |
| ۱۹۸۱ | ۵۴۳   |
| ۱۹۹۱ | ۵۳۱   |
| ۲۰۰۱ | ۷۴۱   |
| ۲۰۰۴ | ۸۱۲   |
| ۲۰۰۷ | ۹۶۹   |
| ۲۰۱۰ | ۱۰۲۷  |
| ۲۰۱۱ | ۱۰۵۸  |